# Charles Haas (compositeur)
Pour les articles homonymes, voir Charles Haas et Haas.
Charles Haas, né à Karlsruhe en 1802 et mort à Paris le 7 juillet 1881, est un compositeur français.

## Biographie
Professeur de chant, on lui doit environ 80 compositions comprenant des valses, polkas et autres danses, des mélodies pour piano et chants, des musiques religieuses etc. et les musiques de chansons du milieu et de la fin du XIXe siècle sur des paroles, entre autres, de lui-même, de Crevel de Charlemagne, Edmond Burat de Gurgy, Hégésippe Moreau, Eugène de Lonlay, Émilie Evershed, etc.
Il est l'auteur en 1857 d'une Théorie instructive et prescriptions hygiéniques indispensables à toutes les personnes qui se livrent à l'art du chant et même à celles qui sont obligées de parler en public.